# Metandrocarpa agitata
Metandrocarpa agitata är en sjöpungsart som beskrevs av Kott 1985. Metandrocarpa agitata ingår i släktet Metandrocarpa och familjen Styelidae. Inga underarter finns listade i Catalogue of Life.